# El Pao
El Pao é uma cidade venezuelana, capital do município de El Pao de San Juan Bautista.